# Coțofană cu cioc galben
Coțofana cu cioc galben (Pica nuttalli) este o specie de pasăre paseriformă din familia Corvidae, care trăiește în Valea Centrală⁠(d) și pe dealurile și munții adiacenți din statul american California. În afară de faptul că are un cioc galben și o dungă galbenă în jurul ochiului, este practic identică cu coțofana cu cioc negru (Pica hudsonia), întâlnită în mare parte din restul Americii de Nord. Denumirea științifică îl comemorează pe naturalistul englez Thomas Nuttall⁠(d).

## Taxonomie
Prima descriere a coțofenei cu cioc galben datează din 1837, când John James Audubon a enumerat specia ca Corvus nuttalli în lucrările sale Ornithological Biography și în volumul însoțitor The Birds of America. Prin epitetul speciei nuttalli, el l-a onorat pe naturalistul englez Thomas Nuttall, care îi furnizase lui Audubon rapoarte despre specie.
Analiza secvenței ADNmt indică o relație apropiată între coțofana cu cioc galben și coțofana cu cioc negru, mai degrabă decât între coțofana cu cioc negru și coțofana europeană (Pica pica), foarte asemănătoare în aparență.
Combinarea dovezilor fosile și a considerațiilor paleobiogeografice cu datele moleculare indică faptul că strămoșii coțofenei cu cioc galben au devenit izolați în California destul de curând după colonizarea Americii de Nord de către coțofenele ancestrale, din cauza primelor glaciațiuni și a ridicării continue a Sierra Nevada, dar că în timpul interglaciarelor a existat un anumit flux genetic între coțofenele cu cioc galben și negru până când izolarea reproductivă⁠(d) a fost complet realizată în Pleistocen.

## Comportament
Coțofana cu cioc galben este gregară și se adăpostește în comun. Într-o zonă generală poate exista un grup de adăposturi comune format dintr-un adăpost central care conține multe păsări și mai multe adăposturi periferice cu mai puține păsări.
Aceste păsări omnivore se hrănesc pe sol, consumând în principal insecte, în special lăcuste, dar și hoituri, ghinde și fructe toamna și iarna. Sunt atrase de carcasele recent măcelărite în ferme. Culeg gunoaiele de la gropile de gunoi și de la depozitele de deșeuri și uneori vânează rozătoare.

## Galerie

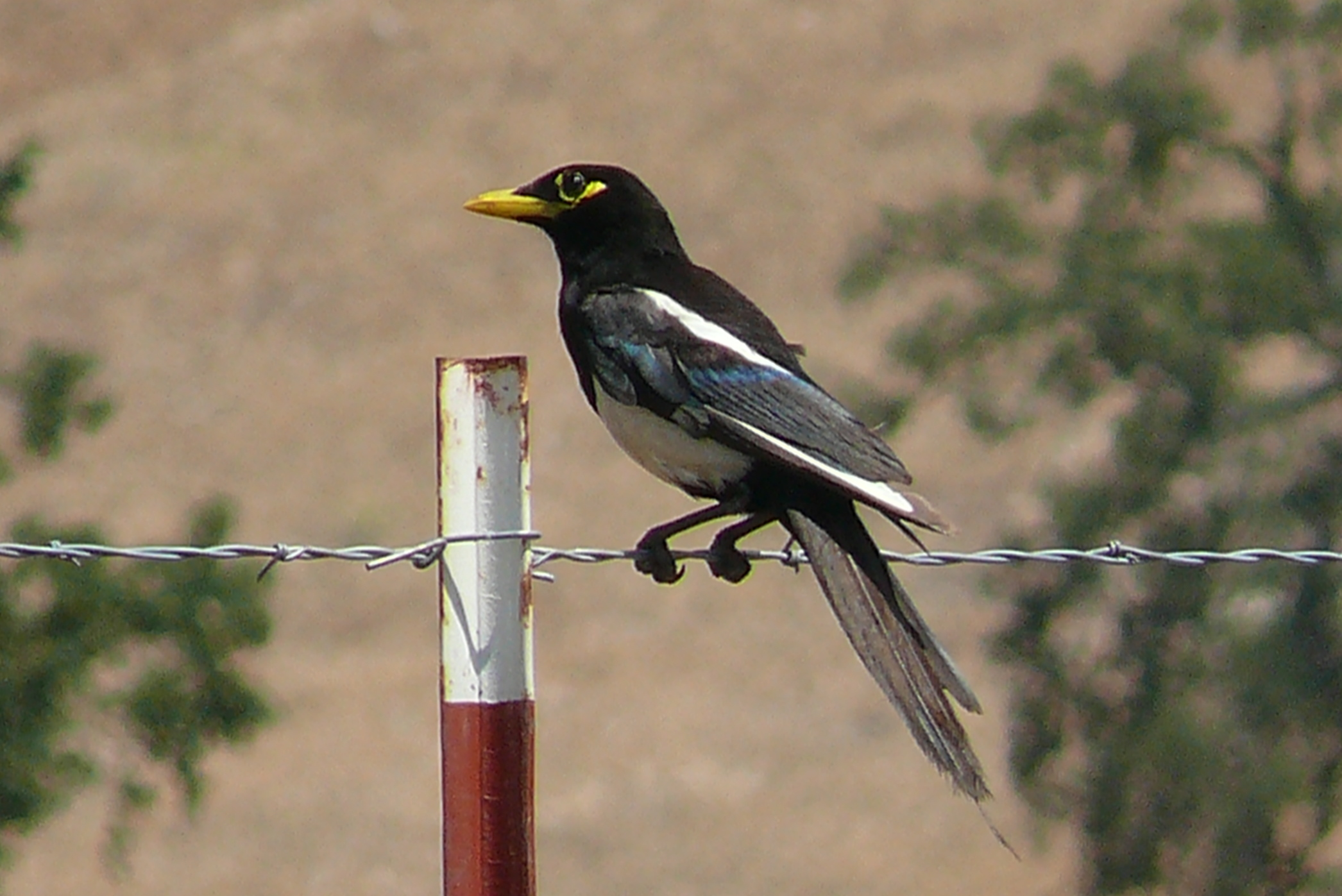
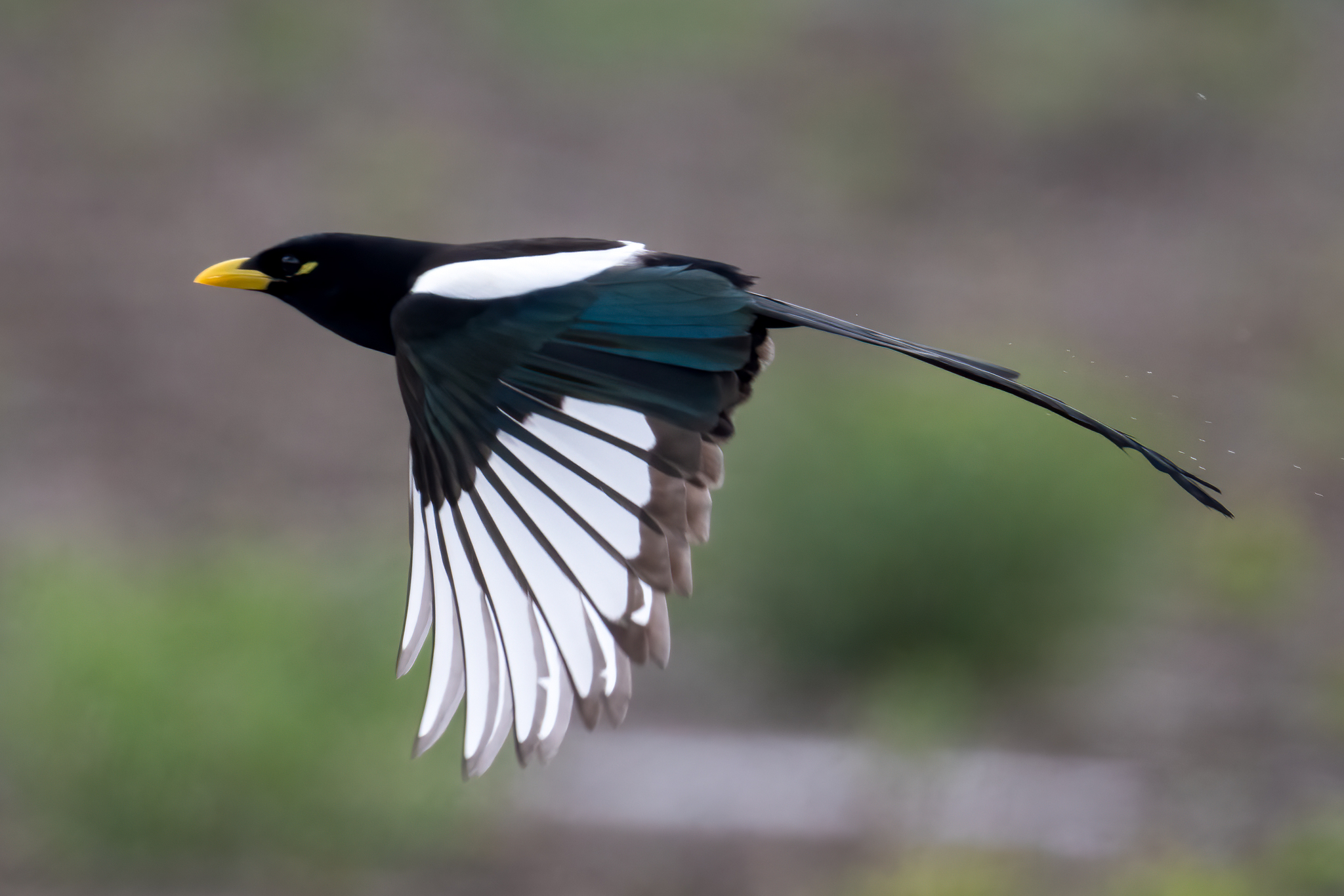
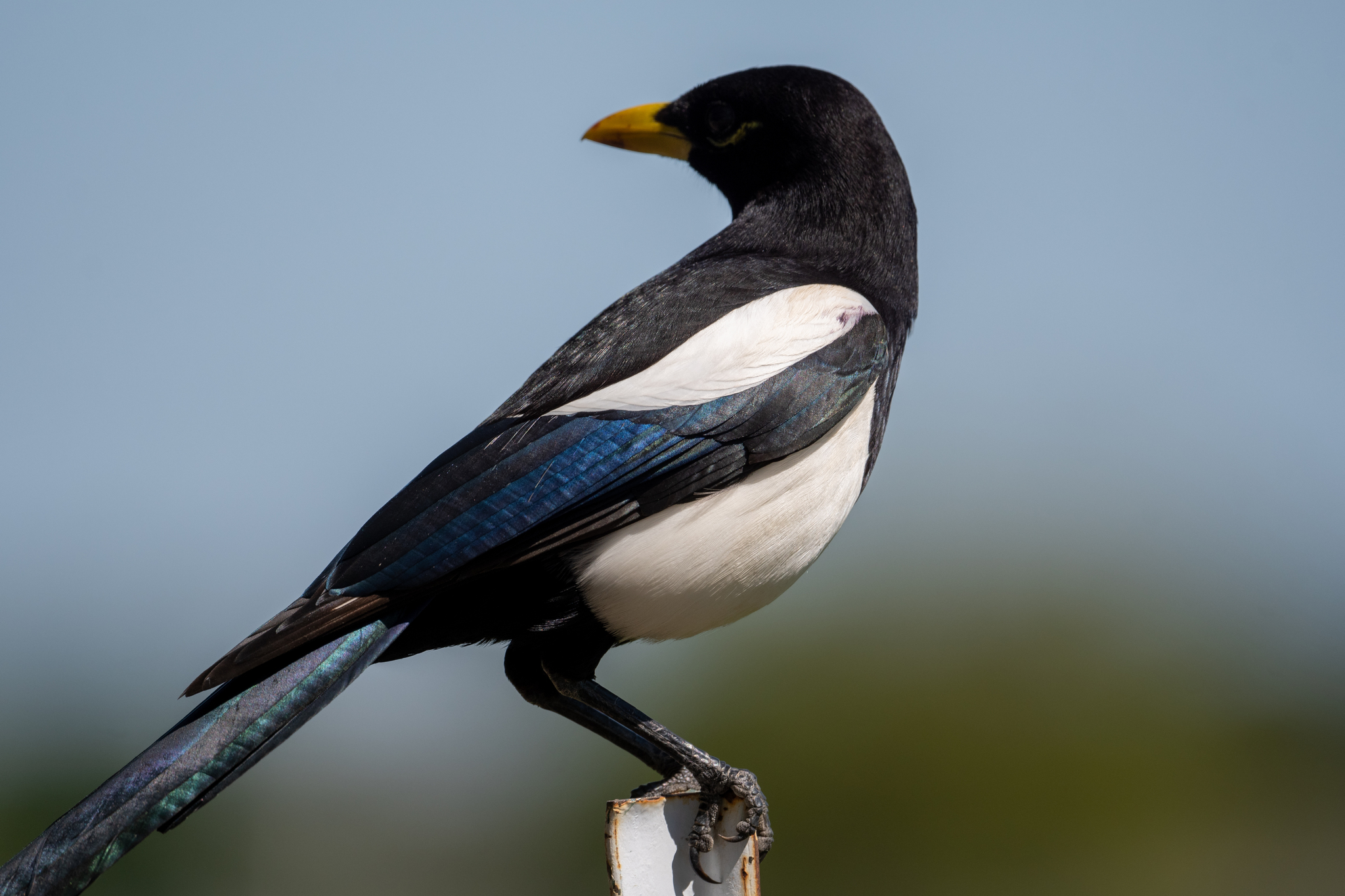
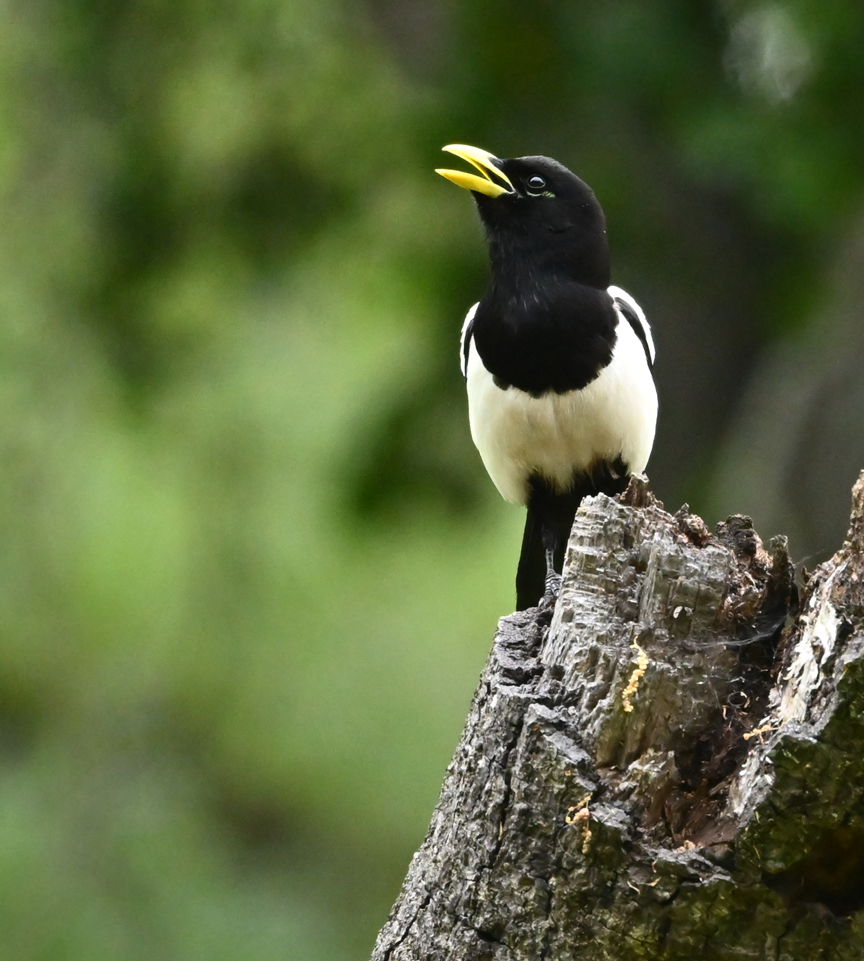
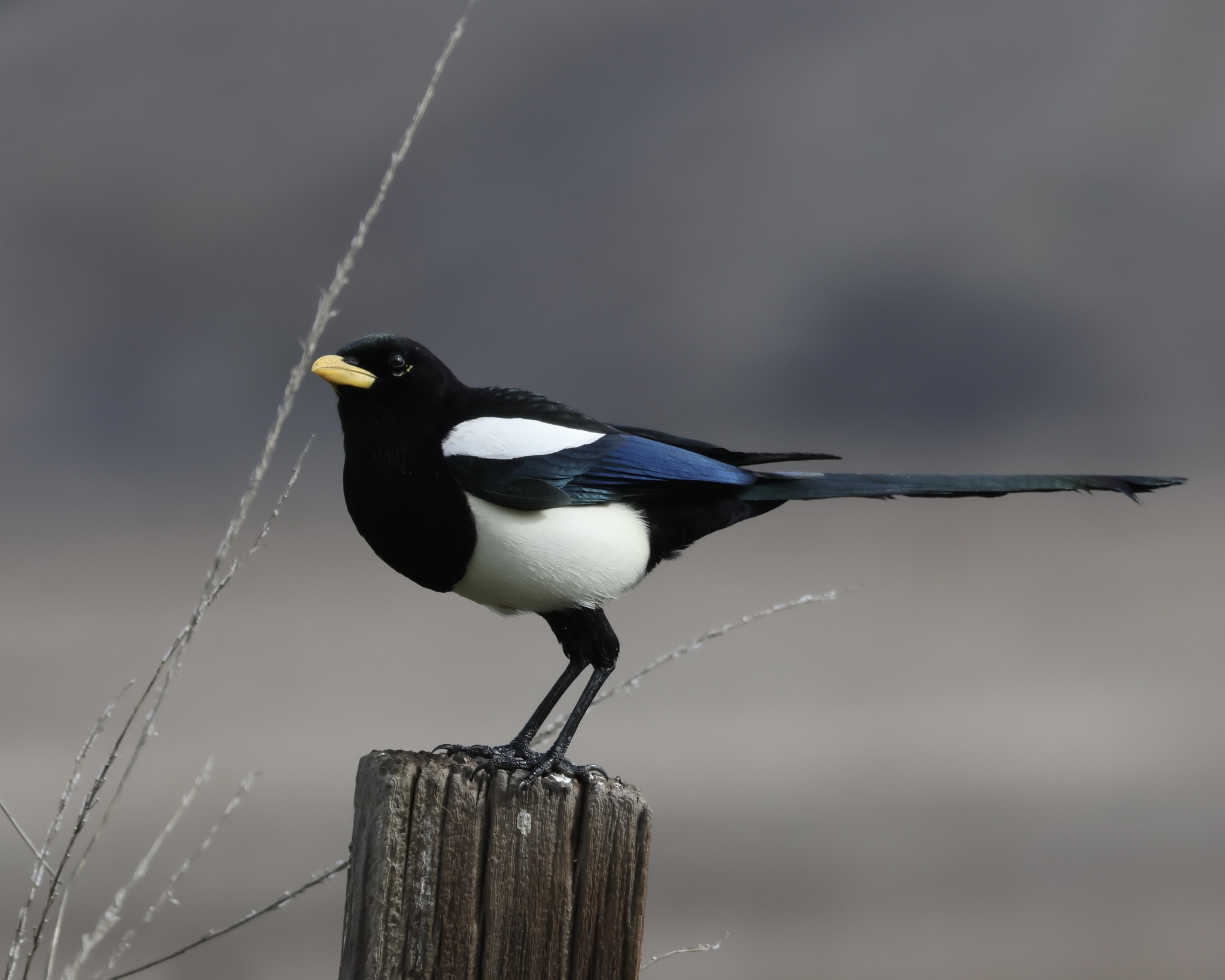